# Vincent Braillard
Vincent Braillard (Montet, 29 aprile 1985) è un pilota motociclistico svizzero.

## Carriera
La sua carriera nel motociclismo è iniziato con le minimoto, di cui è diventato campione nazionale svizzero nel 1999; è passato in seguito al campionato nazionale di velocità francese ed a disputare il campionato Europeo Velocità nel quale si classifica quattordicesimo nel 2003 e ottavo nel 2004.
Il suo esordio nel motomondiale ha avuto luogo in classe 125 nel Gran Premio motociclistico di Francia 2002 in sella ad una Honda, ma la sua prima stagione completa di competizioni si è avuta nel 2005 alla guida di una Aprilia RS 125 R del team Toth.
Nel 2006 ha corso sempre nella stessa classe, con il numero 26, per il team Multimedia Racing, dotato di moto Aprilia e con compagno di squadra Pablo Nieto.
Nelle sue partecipazioni ai gran premi non è riuscito a conquistare punti validi per la classifica iridata.

## Risultati nel motomondiale
| 2002 | Classe | Moto  |  |  |  |     |  |  |  |  |  |  |  |  |  |  |  |    |  | Punti | Pos. |
| ---- | ------ | ----- |  |  |  | --- |  |  |  |  |  |  |  |  |  |  |  | -- |  | ----- | ---- |
| 2002 | 125    | Honda |  |  |  | Rit |  |  |  |  |  |  |  |  |  |  |  | 29 |  | 0     |      |

| 2005 | Classe | Moto    |    |    |    |     |    |     |    |    |    |    |    |    |     |  |  |  |    | Punti | Pos. |
| ---- | ------ | ------- | -- | -- | -- | --- | -- | --- | -- | -- | -- | -- | -- | -- | --- |  |  |  | -- | ----- | ---- |
| 2005 | 125    | Aprilia | 25 | 31 | NP | Rit | 28 | Rit | 27 | NE | 23 | 22 | 21 | 27 | Rit |  |  |  | 23 | 0     |      |

| 2006 | Classe | Moto    |    |    |    |    |    |    |    |    |    |    |    |     |     |    |    |  |  | Punti | Pos. |
| ---- | ------ | ------- | -- | -- | -- | -- | -- | -- | -- | -- | -- | -- | -- | --- | --- | -- | -- |  |  | ----- | ---- |
| 2006 | 125    | Aprilia | 25 | 20 | 32 | 30 | 28 | 26 | 23 | 21 | 22 | 21 | NE | Rit | Rit | 23 | 17 |  |  | 0     |      |

| Legenda | 1º posto        | 2º posto            | 3º posto            | A punti      | Senza punti        | Grassetto – Pole position Corsivo – Giro più veloce |
| Legenda | Gara non valida | Non qual./Non part. | Ritirato/Non class. | Squalificato | '-' Dato non disp. | Grassetto – Pole position Corsivo – Giro più veloce |